# Beaucamps-le-Vieux
Beaucamps-le-Vieux é uma comuna francesa na região administrativa de Altos da França, no departamento de Somme. Estende-se por uma área de 5,02 km². Em 2010 a comuna tinha 1 441 habitantes (densidade: 287,1 hab./km²).